# 大阪市電気局100形電車
大阪市電気局100形電車（おおさかしでんききょく100がたでんしゃ）は、大阪市電気局（のちの大阪市交通局）が1933年5月の高速電気軌道1号線（現・御堂筋線）の部分開業に際して製造された大阪市営地下鉄の通勤形電車である。

## 概要
1号線部分開業に備え、神戸の川崎車輛で101 - 104、大阪京橋の田中車輌で105・106、名古屋の日本車輌製造本店で107・108、東京の汽車製造東京支店で109・110の合計10両が製造された。
当時、関西の私鉄各社が競って導入しつつあった大型高速電車の要素技術を巧みに組み合わせて基本設計が実施された。ニューヨーク市地下鉄など欧米の先進的地下鉄の事例にならった各種保安機器等を付加してあり、以後の大阪市営地下鉄における車両設計の基本を確立した。

## 車体

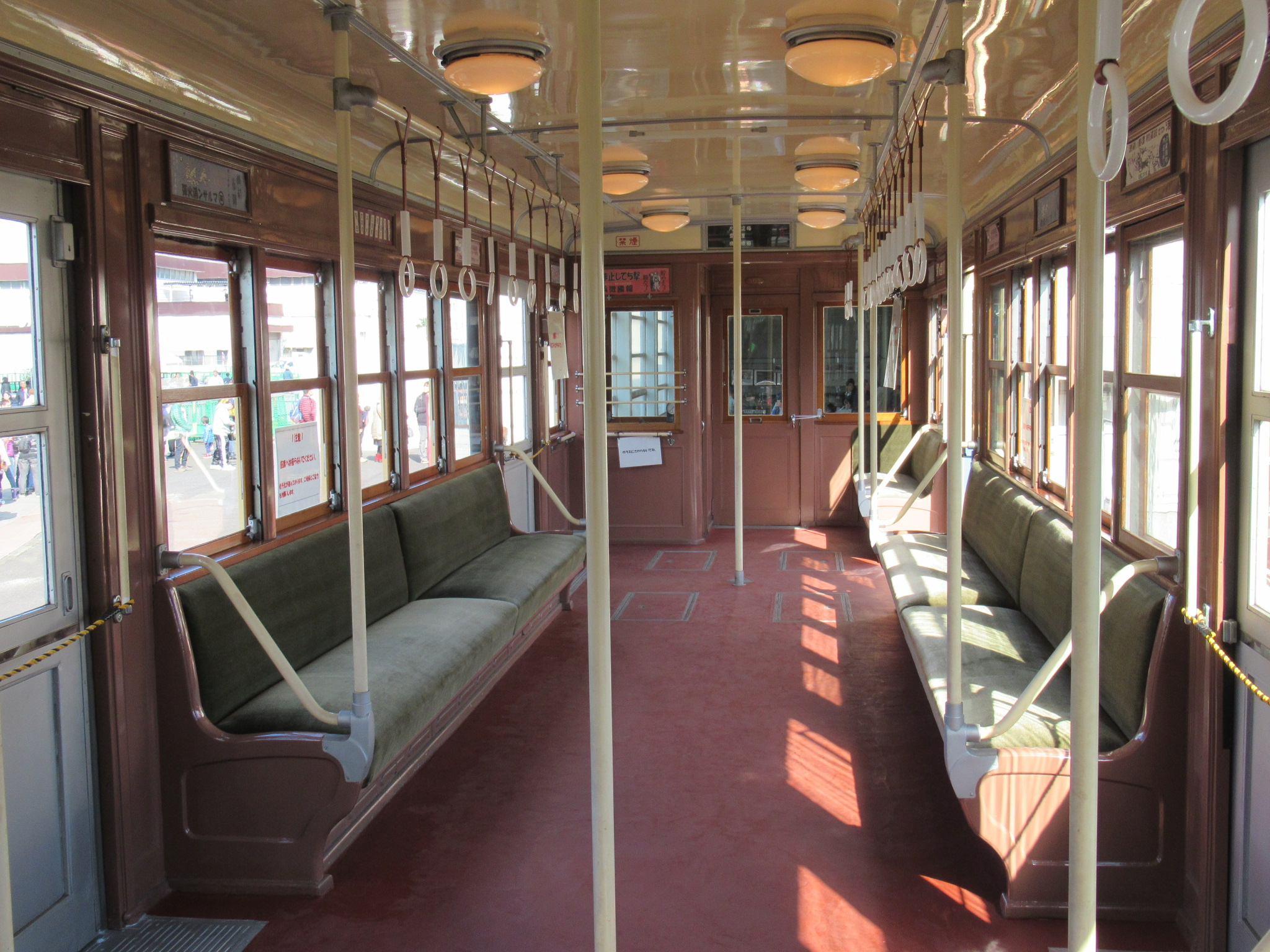
105号車内

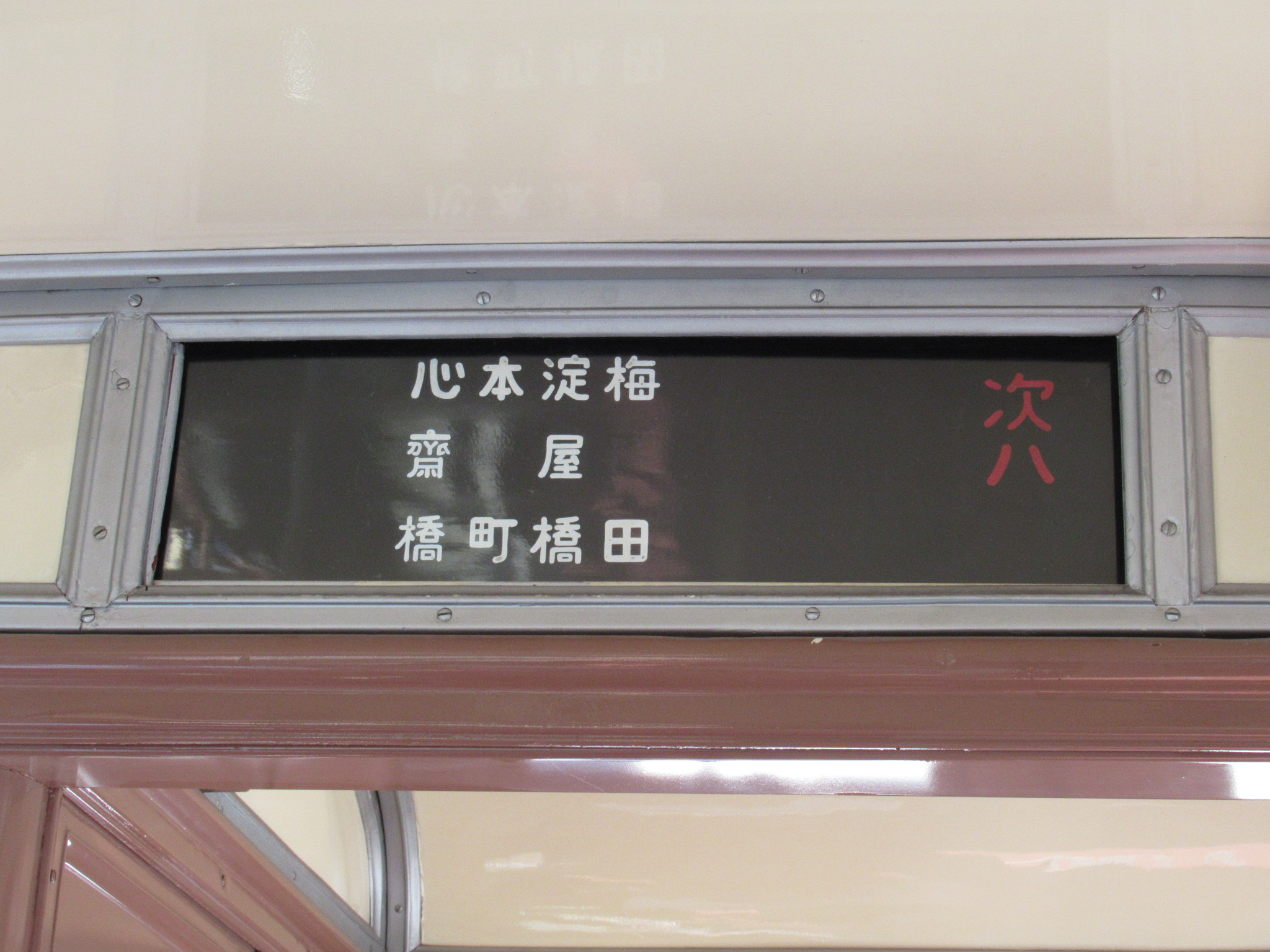
駅名表示器(印刷によるダミー再現)

窓配置d1D(1)4D(1)3(1)D2（d：乗務員扉、D：客用扉、(1)：戸袋窓）で側窓は下段固定、上段下降による2段式、運転台側にのみ乗務員扉を設置し、密閉式の片隅運転台を両端に備える両運転台車である。
前面は貫通扉を中央に配する3枚窓の、当時としては一般的なデザインで、当初貫通幌は未装着であった。
車体は湿度の高い地下トンネル内で運用されることを考慮して、防錆効果の高い含銅鋼板を使用し、全て鋲接（リベット接合）で組み立てられていた。防火を目的として床材にはマグネシアセメントを、内装化粧板には塗装鋼板を使用した。また、側扉は軽合金製でその他内装各部にも軽合金を多用し、軽量化に一定の配慮がなされていた。
各部寸法は車体長17m、車体幅2.8m、自重40.3tで、いずれも地下鉄車両として先行した東京地下鉄道1000形を上回る大型車であった。

座席はロングシートで、座席下に各種配線の接続部やドアエンジンが搭載されていた。また車内中央には当初琺瑯引きのスタンションポールが立てられ、短距離運転ということで当初は荷棚も設けられていなかった。
車体両端には連結面でホームから乗客が転落するのを防ぐため「安全畳垣」と呼ばれる折りたたみ式の転落防止柵が装着されていた。これはニューヨーク市地下鉄の例にならって採用された装備であるが、同様に採用していた阪和電気鉄道や参宮急行電鉄が比較的早い時期に使用を断念して撤去したのに対し、大阪市は本形式を含むU自在弁搭載車全車について、この安全畳垣を廃車まで標準装備のままとしていた。
行先表示は、側面幕板部の受金具に行先表示板を挿して案内する方式であったが、この表示板受金具の脇には列車種別表示板用の受金具も設けられていた。これは当初御堂筋の幅半分を用いて建設される1号線に平行して、残りの幅半分のスペースに主要駅のみ停車の急行線の建設が計画されていたことの名残である。この急行線計画はミニ地下鉄構想時に再度持ち上がったこともあるが、いずれも頓挫している。
また、車内櫛桁部には電照式の駅名表示器が設置され、モーター駆動で次の停車駅を表示した。もっとも、これは1935年10月の心斎橋 - 難波間開通に伴う連結運転開始後、故障が相次いだことと、連結運転開始後、車内放送設備が追加設置されて次駅案内には特に不自由が無くなったことから、早期に撤去された。
塗装は、新造時は開業前に京都帝国大学の武田五一博士に委託して、市電1601形10両を用いて実施された塗装試験の比較調査の結果をふまえ、上半分がやや黄みがかったクリーム色、下半分が水色で、客用扉と屋根が銀鼠色、木製の窓枠が薄茶色となっていたが、戦後は新造車に合わせて上半分がクリーム色で下半分がオレンジに変更された。

## 主要機器

### 主電動機
主電動機は芝浦製作所製SE-146を各台車の第1、第4軸に吊り掛け式に裝架し、歯数比は3.05、並列接続としていた。
この芝浦SE-146は新京阪鉄道、阪和電気鉄道、南海鉄道、参宮急行電鉄などの関西私鉄各社が1920年代後半より相次いで導入した大型高速電車に採用された200馬力 (150kW) 級主電動機を上回る230馬力級で、同級の芝浦SE-151と並んで第二次世界大戦前の日本で製作された電車用主電動機の最大出力を記録する、記念碑的存在であった。

### 制御器

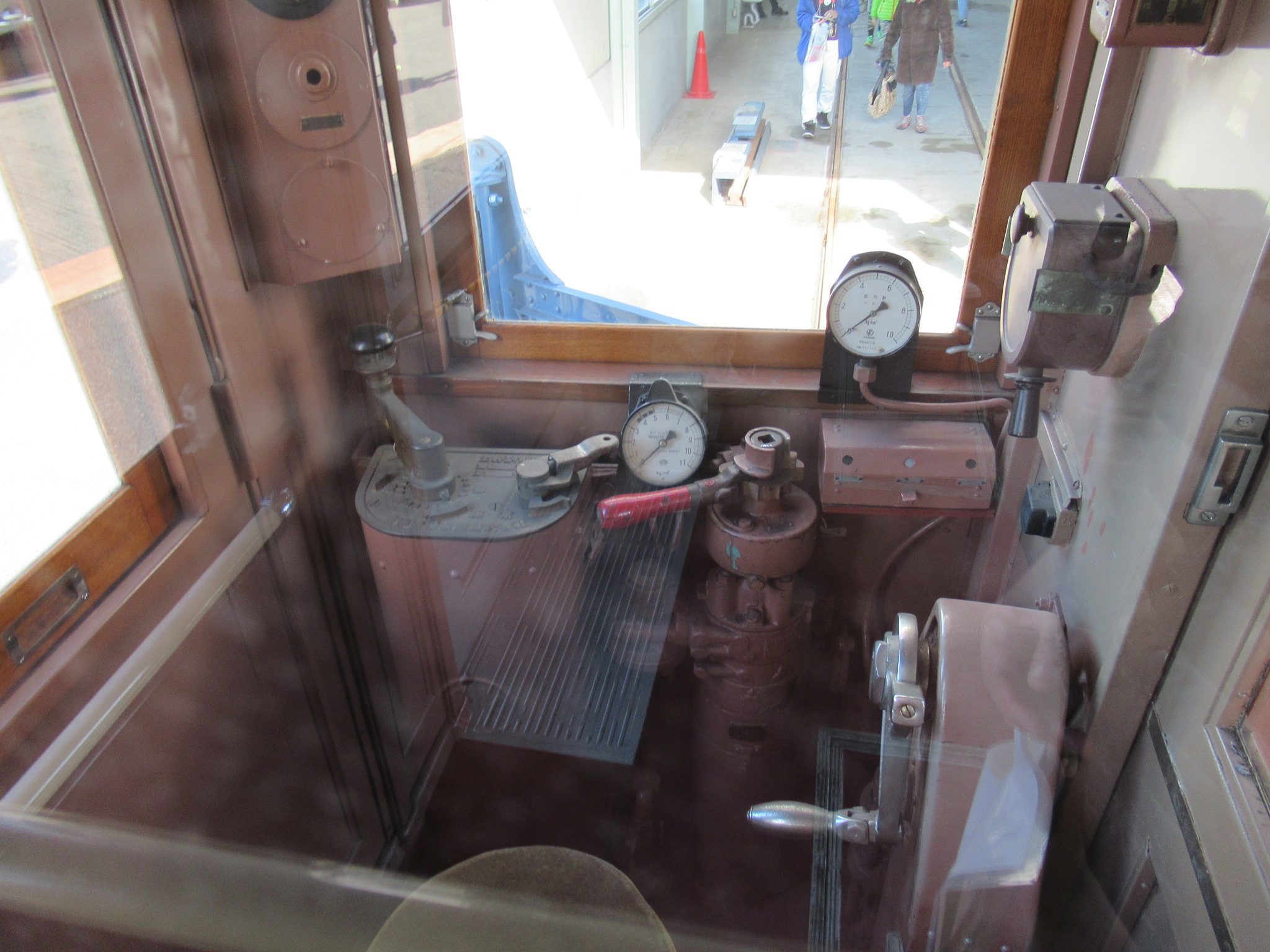
105号制御器

制御器については、トンネル内での踏面ブレーキ使用による鉄粉飛散や火花の発生を極力抑止すべく、発電ブレーキの常用を前提として計画された。このため、新京阪や阪和で実績があった東洋電機製造製ES-504Aを改良した、ES-512A電動カム軸式自動加速制御器が採用された。
この制御器は直列5段、並列4段、弱め界磁1段、発電制動8段という構成で、発電制動に界磁制御を用いる設計となっており、力行時には弱め界磁を使用できなかったが、回路的には使用可能とする準備が行われていた。さらには、将来郊外区間でパンタグラフによる直流1,500V架線集電の下で、あるいは急行線実現の暁には地下線でも、弱め界磁制御を用いた高速運転を行う計画が存在したことから、主電動機を第2・第3軸に追加裝架し、1・4軸と2・3軸の2群で直並列制御を行えるよう各機器の配置が決定されており、制御器の結線や各部の艤装などもこの電動機追加と1500V対応に備えて当初より様々な準備工事が実施されていた。
この制御器を含む低電圧系統の回路に電力を供給する補助電源として、電動発電機(MG)が搭載された。やはりニューヨークの事例に倣い、ポイントなど第3軌条の設置ができない区間での室内灯消灯や制御器の動作不能などを防止するために、このMGの発電機軸にフライホイールを接続し、無通電区間でのMGの運転停止を防いでいたことは本形式の大きな特徴の一つである。
なお、当初の計画案では片運転台式の電動車(M)の間に付随車 (T) を挿入してMTMの3両編成を1セットとすると見られる、後の30系と同様の編成プランが計画されており、車端部を固定クロスシートとした計画図も現存している。

### ブレーキ
ブレーキとしては、当時最新鋭の12両編成対応ブレーキシステムであるウェスティングハウス・エアブレーキ社設計のU-5自在弁を使用する、三菱造船所製AMU自動空気ブレーキが搭載されていた。
このブレーキも当時既に新京阪・参宮急行・大阪電気軌道・阪和の各社に導入されていたものである。ただし、大阪市の場合は12両編成での使用を当初より想定していたため、将来電磁給排弁を付加してAMUE電磁自動空気ブレーキ化することを前提とした機器配置とされていた点で、先行各社より一歩先を見据えた仕様であった。
このAMUブレーキは発電ブレーキを常用する大阪市の場合、使用頻度は低かったが、トレインストッパーと連動する打子式ATSや、電気連結器付き密着式連結器の関節部があらぬ方向を向いた際に動作する、振止制限弁と呼ばれる一種の非常ブレーキ弁が付加されるなど、地下鉄の安全を支える保安システムの中枢をなしており、その重要性は極めて高いものであった。
運転台のブレーキ制御弁は当時標準品として普及していたWH社の原設計によるM23弁で、これは後年電磁直通ブレーキ導入に伴うM24-C弁への交換まで継続使用された。
なお、本形式のブレーキシューは鋳鋼製と鋳鉄製の2種を組み合わせる、三元摩耗方式という新しい方式が採用され、空気制動時の摩耗を最小限に抑える工夫が凝らされていた。

### 台車

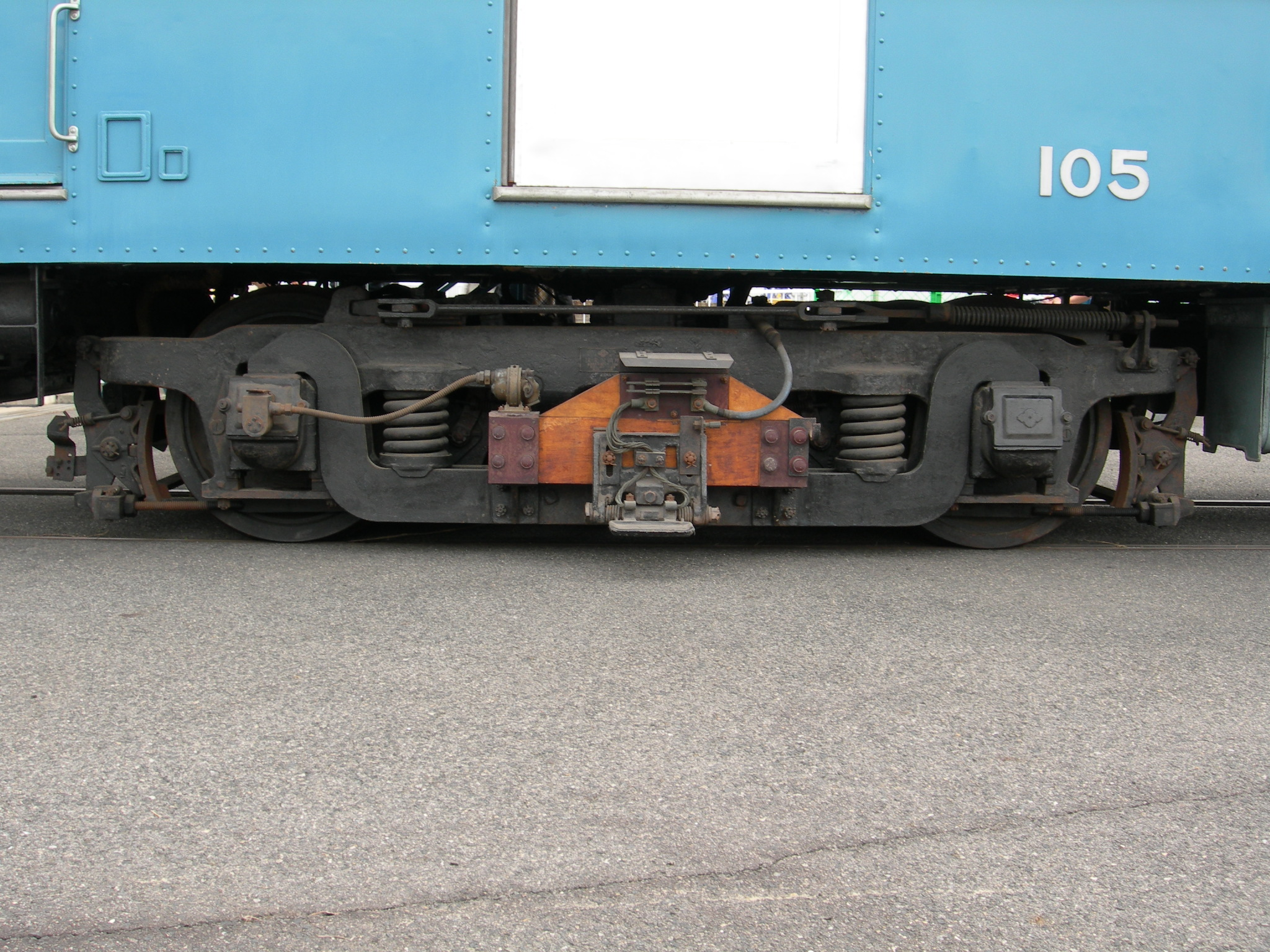
KS-63L台車

台車は住友製鋼所製の一体鋳鋼イコライザー台車であるKS-63Lを使用する。これは従来ボルトとナットで組み立てられていた台車枠を強固な一体鋳鋼に置き換えたもので、剛性が高く、ゆるみなどの問題が発生しないというメリットがあった。
この台車の釣り合い梁の中央には、当時のニューヨーク市地下鉄で用いられていたゼネラル・エレクトリック (GE) 社製品を模して製作された第三軌条集電靴が、絶縁用の桜材を挟んで固定されていた。

## 搬入
地下鉄電車の搬入は、春日三球・照代による漫才の有名なネタ（地下鉄漫才）になったほどの重大な問題であるが、通常は地上に設置された車庫や工場からの入線となるため、技術的な困難はそれほど大きくない。
これに対し、工場および車庫が開業区間に含まれていなかった上に、建設されつつある全区間が地下線であった本形式の場合は、その搬入には多大な困難が存在した。
このため、種々の搬入方法が検討されたが、最終的には市民への車両のお披露目という意味合いも含め、車両メーカー各社から鉄道省梅田駅まで一旦回送後、早朝4時にここで台車をトレーラー用に交換して出発、阪神前-（南北線）-新町橋-南御堂前というルートを用いてトラクター2台と牛1頭で牽引して搬送、ここに仮設された開口部から地下線に搬入するというプランが採用された。
この際、街路を何度も曲がる関係から平均1km/hという低速度であったため、開業後の地下鉄電車であれば5分とかからない梅田から南御堂（本町付近）までを実に約4時間かけて移動しており、大きな牛が先頭に立つユーモラスなその光景は、長く大阪市民の語り草となった。

## 運用

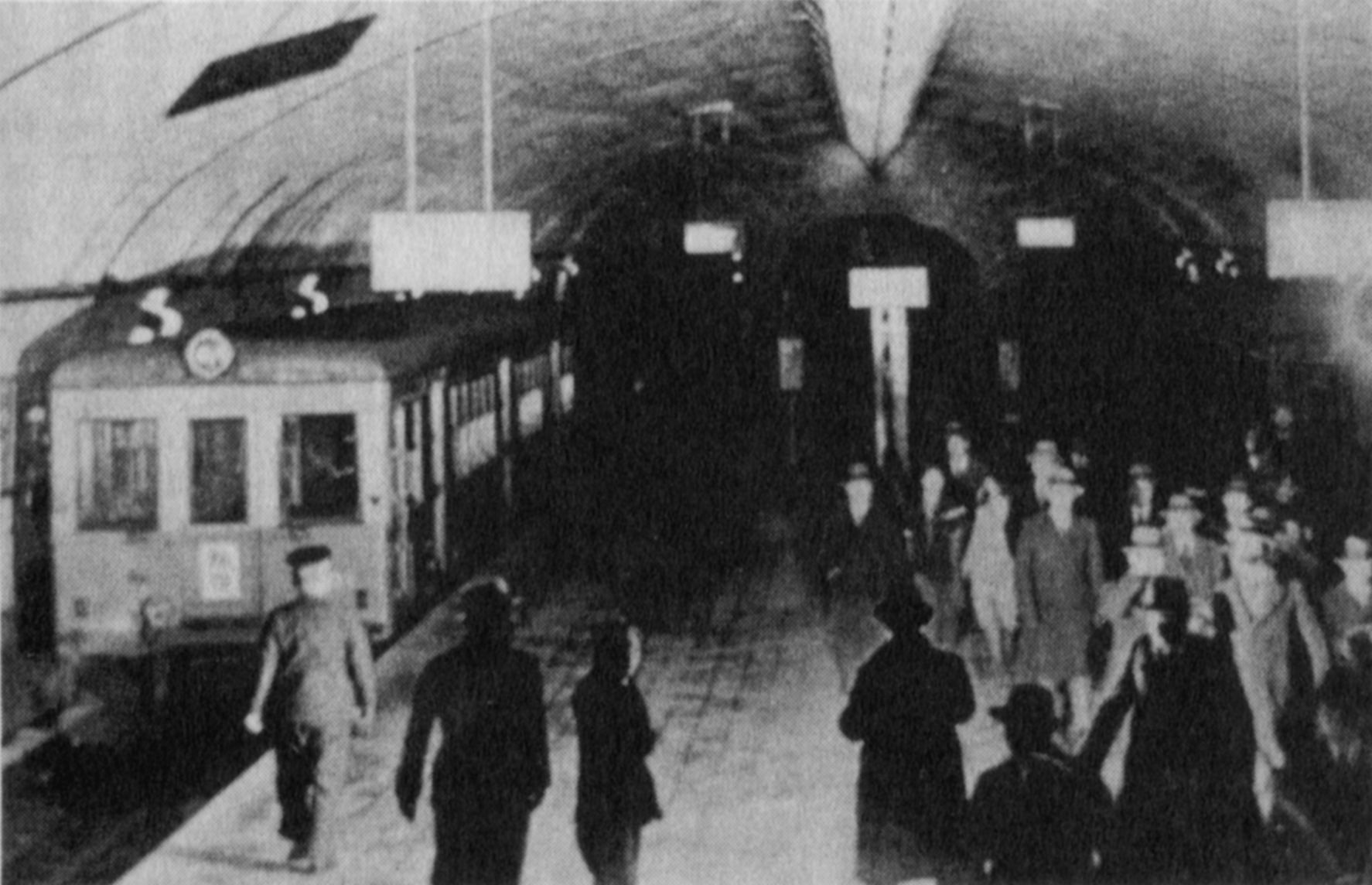
開業当時の淀屋橋駅にて

1号線の部分開業後、当初は単行で、難波開業後は2両編成で運行された。
その後、順次路線が延長され、増備車が竣工していったが、戦後完成の600形までは基本的に同一仕様で統一されており、全車共通に取り扱われていた。
もっとも、密閉式の片隅運転台を備える本形式では、戦中戦後の混乱期には運転台側から車掌台側へ車掌が移動するのも困難で、客用扉の開閉に不都合が生じた。このため、本形式は極力編成中間に組み込まれるようになり、運用上先頭車とする必要があった106以降については車掌台側にも乗務員扉を設置の上で全室式運転台化された。
その他、他形式と共通メニューで下記の改造が順次施工されている。
- 扉上部への水切り追加[29]
- 貫通幌の装着[30]
- 尾灯の追加[31]
- 扇風機の設置および放送装置の再設置[32]
- 塗装変更[33]
- 電磁直通ブレーキへの改造[34]
- スピードアップ改造[35]
- 車内照明の蛍光灯化[36]

ただし、蛍光灯化については105・109・110の3両が未改造で残されたが、結果的に半室運転台仕様、かつ白熱電灯装備のままの100形は105のみとなった。

## 終焉
1970年の日本万国博覧会を前に、1号線在籍の旧型車は原則的に新造の30系で置き換えられ淘汰されることとなった。しかしながら本形式は大阪市営地下鉄にとって記念すべき最初の形式であり、全廃された市電で代表形式を選出し永久保存するのに倣って、本形式についても1両を選出して保存されることとなった。
この際、本来ならばトップナンバーの101が選ばれるのが原則であったが、101は度重なる改造工事で原型を大きく損ねており、このため唯一蛍光灯化も車掌台側乗務員室扉の設置も実施されず原形を留めている部分が多かった105が保存車として選出された。そのため、選に漏れた101 - 104・106 - 110は運用離脱後、順次廃車解体された。また、保存車として残された105についても車籍維持の必要が認められなかったことから1972年に除籍され、ここに本形式は形式消滅となった。

## 保存車
かくして保存車に選ばれた105は、1972年の除籍後に我孫子車両工場にて旧塗装への塗り替え、工場に部品が残されていた床下のブレーキ弁の交換などを実施して竣工当時の姿にほぼ復元の上で、当時あった朝潮橋の交通局研修所に保存された。その後は諸事情で保管場所が変更され、現在は緑木検車場に設けられた専用保存庫にて静態保存されている。また、2005年には大阪市指定文化財に指定されている。
NHK大阪放送局制作の連続テレビ小説『ごちそうさん』第128回（2014年3月4日放送）では、主人公らが地下鉄を使って大阪大空襲から逃れるシーンがあり、当保存車両を使用してのロケが同年1月18日に行われた。保存庫前に当時の心斎橋駅をイメージしたプラットホームや壁面のセットを組み、車両は自走できないため鉄陸車で押して動かした。駅のドーム型の天井などはVFXを使用して再現している。